# مليمتر ماء
مليمتر ماء (اختصارًا mmH2O)،(1) هي وحدة ضغط غير شائعة الاستعمال، ويُمكن تعريفها على أنها الضغط الذي يبذله عمود ماء 1 مليمتر على ارتفاع عند 4 سْ (درجة الحرارة القصوى) في جاذبيةٍ معيارية، وبالتالي 1 مليمتر ماء (4 س°) = 999.9720 كغ/م3 × 9.80665 م/ث2 × 1 مليمتر  = 9.8063754138 باسكال ≈ 9.80638 باسكال، ولكن عادةً تُستخدم كثافة مياه اسمية قصوى تبلغ 1000 كغم/م3، مما يُعطي 9.80665 باسكال.
| 1 مليمتر ماء (اعتياديًا)                  | = 9.80665 باسكال                                                                |
|                                          | = 0.001 متر ماء (mH2O) أو متر عمود الماء (m.wc) أو متر مقياس مستوى الماء (m wg) |
| = 0.1 سنتيمتر ماء (cm wg)                |                                                                                 |
| = 0.0980665 بار أو باسكال                |                                                                                 |
| ≈ 0.0393700787401575 إنش ماء (inH2O)     |                                                                                 |
| ≈ 9.67841105354059E-05 جو                |                                                                                 |
| ≈ 0.0735559240069085 تور                 |                                                                                 |
| ≈ 0.073555913527668 ميليمتر زئبقي        |                                                                                 |
| ≈ 0.00289590210738851 إنش زئبق (inHg)    |                                                                                 |
| ≈ 0.00142233433071196 رطل لكل بوصة مربعة |                                                                                 |

في سياقات محدودة وتاريخية قد تختلف مع درجة الحرارة، وذلك باستخدام المعادلة:
P = ρ·g·h/1000
حيثُ
P: الضغط بوحدة باسكال
ρ: كثافة الماء (اعتياديًا 1000 كع/م3 في 4 س°)
g: التسارع؛ بسبب الجاذبية (اعتيادًيا 9.80665 م/ث2 ولكن أحيانًا يحدد محليًا)
h: ارتفاع الماء بالمليمتر
تُستخدم الوحدة غالبًا لوصف كمية ماء معطف المطر أو الملابس الخارجية الأخرى التي يمكن أن تأخذها أو مقدار الماء الذي يمكن أن تقاومه الخيمة بدون تسريب.

## هوامش
1. مليمتر ماء أو مليمتر، مقياس مستوى الماء أو مليمتر عمود الماء. وتعرف اختصارًا mmH2O أو mmwg أو mmwc.